# Kaross
Un kaross est un manteau fait de peau de mouton ou d'autres animaux dont on a conservé les poils. C'est un manteau de peau sans manches historiquement porté par les Khoikhoi et les San d'Afrique du Sud. 

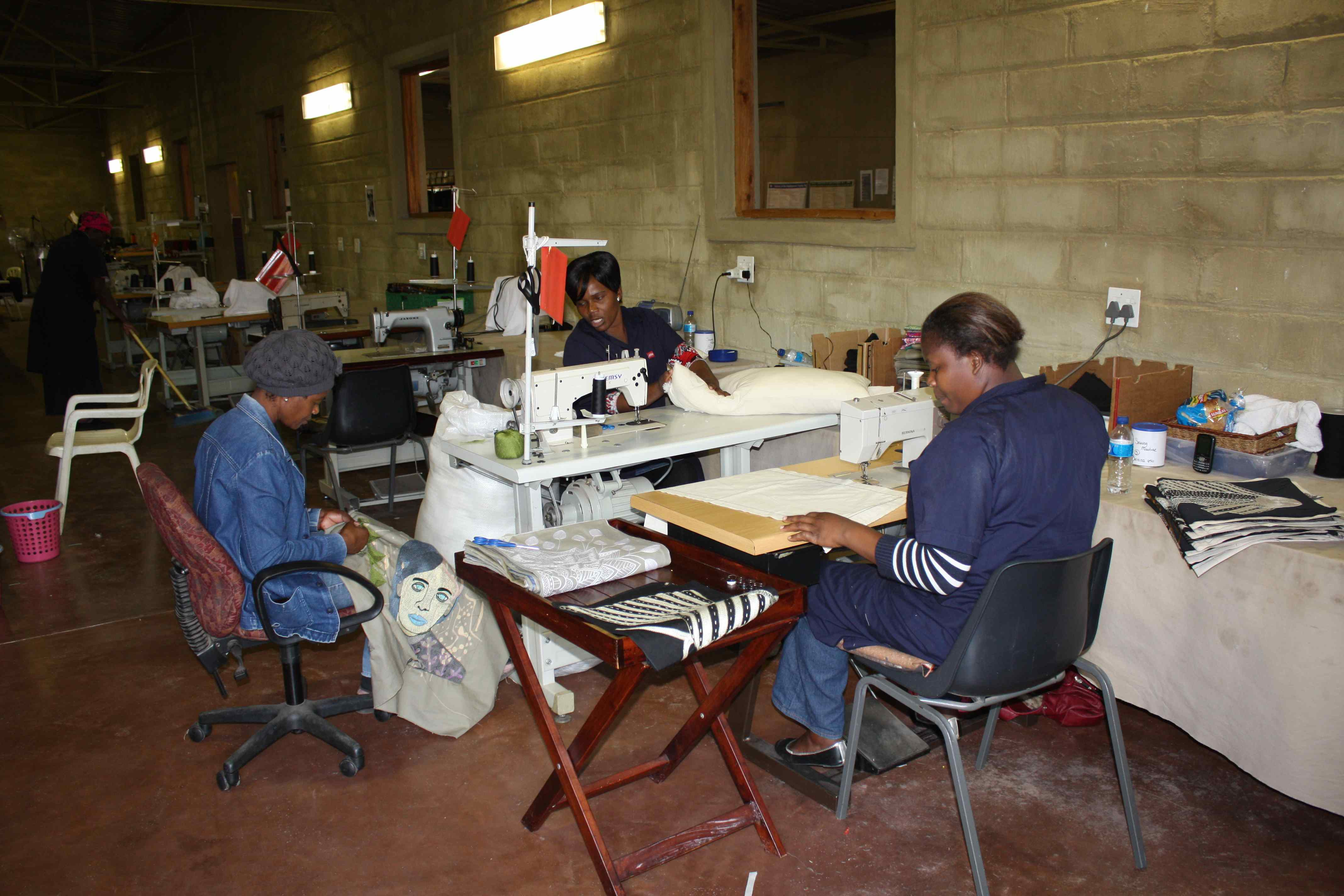
Brodeuses de kaross au Limpopo en Afrique du Sud.

## Histoire
Les chefs portaient des kaross en peau de chat sauvage, de léopard ou de caracal. Le mot est aussi utilisé pour désigner les manteaux de peau de léopard portés par les chefs et les dignitaires de plusieurs tribus du sud. Kaross est probablement originaire de la langue Khoikhoi ou bien d'une adaptation du hollandais kuras, qui signifie une cuirasse. Dans un dictionnaire de 1673, kaross est décrit comme "un mot hollandais déformé.".
Ces kaross ont été remplacés de nos jours par une couverture, généralement en laine.